# Thác Đỗ Quyên

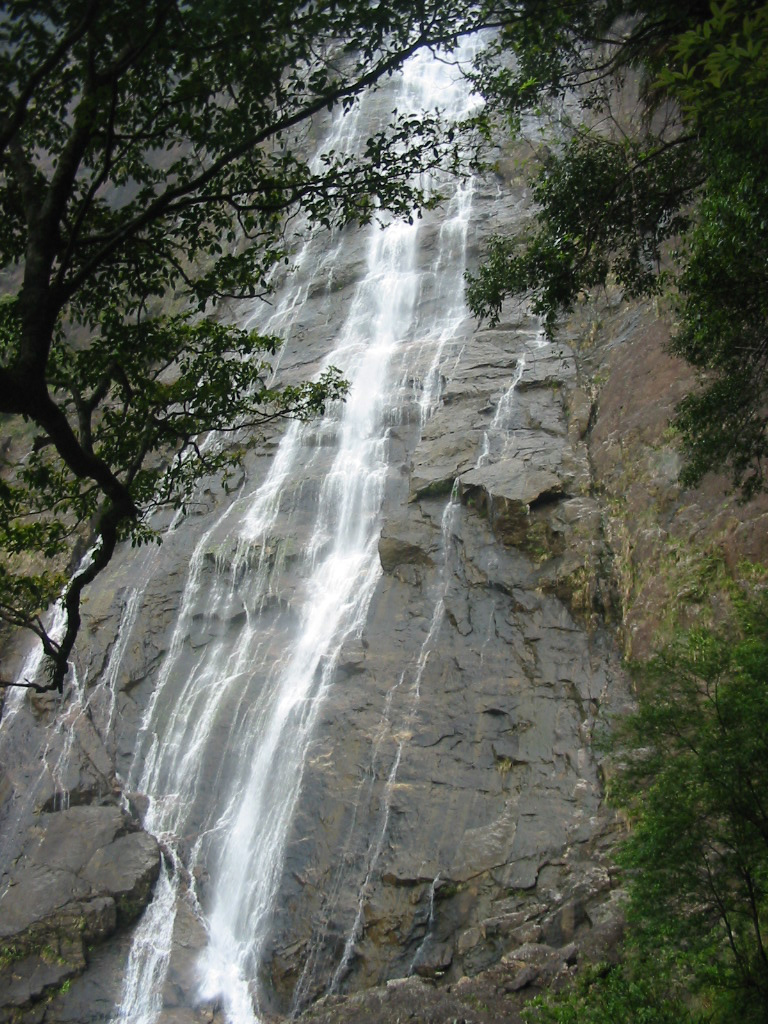
Thác Đỗ Quyên

Thác Đỗ Quyên là thác trên suối Đỗ Quyên tại vùng đất xã Lộc Trì huyện Phú Lộc thành phố Huế, Việt Nam .
Đường đến thác Đỗ Quyên đi theo đường tỉnh Bạch Mã  (còn gọi là đường tỉnh 6) từ thị trấn Phú Lộc lên Khu du lịch Bạch Mã 16°11′50″B 107°51′39″Đ / 16,197255°B 107,860775°Đ. Thác cách đường cỡ 1 km, và cách khu du lịch cỡ 2 km hướng tây nam.

## Suối Đỗ Quyên
Suối Đỗ Quyên là phụ lưu nhỏ của sông Ba Ran. Suối bắt nguồn từ sườn tây nam đỉnh núi Bạch Mã 16°11′38″B 107°58′10″Đ / 16,1938°B 107,9695°Đ xã Lộc Trì huyện Phú Lộc, chảy hướng tây nam.
Tại xã Hương Lộc huyện Phú Lộc thành phố Huế suối đổ vào sông Ba Ran 16°08′30″B 107°51′15″Đ / 16,141639°B 107,854171°Đ trong hệ thống sông Hương .